# Lijst van voetbalinterlands Bahrein - Zuid-Korea
Deze lijst van voetbalinterlands is een overzicht van alle officiële voetbalwedstrijden tussen de nationale teams van Bahrein en Zuid-Korea. De landen speelden tot op heden negentien keer tegen elkaar. De eerste ontmoeting was een vriendschappelijke wedstrijd in Manama op 18 februari 1977. Het laatste duel, een groepswedstrijd tijdens de Azië Cup 2023, vond plaats in Doha (Qatar) op 15 januari 2024.

## Wedstrijden
| №  | Plaats    | Datum             | Competitie                 | Wedstrijd            | Uitslag |
| -- | --------- | ----------------- | -------------------------- | -------------------- | ------- |
| 1  | Manama    | 18 februari 1977  | Vriendschappelijk          | Bahrein – Zuid-Korea | 1 – 4   |
| 2  | Manama    | 20 februari 1977  | Vriendschappelijk          | Bahrein – Zuid-Korea | 1 – 1   |
| 3  | Daegu     | 13 september 1978 | Vriendschappelijk          | Zuid-Korea – Bahrein | 3 – 1   |
| 4  | Bangkok   | 10 december 1978  | Aziatische Spelen 1978     | Zuid-Korea – Bahrein | 5 – 1   |
| 5  | Jeonju    | 14 september 1979 | Vriendschappelijk          | Zuid-Korea – Bahrein | 5 – 1   |
| 6  | Gwangju   | 29 augustus 1980  | Vriendschappelijk          | Zuid-Korea – Bahrein | 5 – 0   |
| 7  | Gwangyang | 11 juni 1982      | Vriendschappelijk          | Zuid-Korea – Bahrein | 3 – 0   |
| 8  | Riffa     | 7 maart 1985      | Vriendschappelijk          | Bahrein − Zuid-Korea | 1 − 5   |
| 9  | Gwangju   | 8 juni 1985       | Vriendschappelijk          | Zuid-Korea – Bahrein | 3 – 0   |
| 10 | Busan     | 24 september 1986 | Aziatische Spelen 1986     | Zuid-Korea – Bahrein | 0 – 0   |
| 11 | Jakarta   | 17 juni 1988      | Azië Cup 1988 kwalificatie | Bahrein – Zuid-Korea | 2 – 0   |
| 12 | Beiroet   | 9 mei 1993        | WK 1994 kwalificatie       | Bahrein – Zuid-Korea | 0 – 0   |
| 13 | Seoel     | 13 juni 1993      | WK 1994 kwalificatie       | Zuid-Korea – Bahrein | 3 – 0   |
| 14 | Gwangju   | 10 juli 2004      | Vriendschappelijk          | Zuid-Korea – Bahrein | 2 – 0   |
| 15 | Jakarta   | 15 juli 2007      | Azië Cup 2007              | Bahrein – Zuid-Korea | 2 – 1   |
| 16 | Dubai     | 4 februari 2007   | Vriendschappelijk          | Bahrein – Zuid-Korea | 2 – 2   |
| 17 | Doha      | 10 januari 2011   | Azië Cup 2011              | Zuid-Korea – Bahrein | 2 – 1   |
| 18 | Dubai     | 22 januari 2019   | Azië Cup 2019              | Zuid-Korea − Bahrein | 2 − 1   |
| 19 | Doha      | 15 januari 2024   | Azië Cup 2023              | Zuid-Korea − Bahrein | 3 − 1   |

## Samenvatting
| Competitie            | Totaal gespeeld | Winst Bahrein | Gelijk | Winst Zuid-Korea | Doelsaldo Bahrein – Zuid-Korea |
| --------------------- | --------------- | ------------- | ------ | ---------------- | ------------------------------ |
| WK-kwalificatie       | 2               | 0             | 1      | 1                | 0 − 3                          |
| Azië Cup              | 4               | 1             | 0      | 3                | 5 − 8                          |
| Azië Cup-kwalificatie | 1               | 1             | 0      | 0                | 2 − 0                          |
| Aziatische Spelen     | 2               | 0             | 1      | 1                | 1 − 5                          |
| Vriendschappelijk     | 10              | 0             | 2      | 8                | 7 − 33                         |
| Totaal                | 19              | 2             | 4      | 13               | 15 − 49                        |

Wedstrijden bepaald door strafschoppen worden, in lijn met de FIFA, als een gelijkspel gerekend.
BFA · A-internationals · Bondscoaches · Statistieken · Bahreins vrouwenelftal · Bahrein U21 · Bahrein U20 · Bahrein U19 · Bahrein U18 · Bahrein U17
1966 – 1979 · 
1980 – 1989 · 
1990 – 1999 · 
2000 – 2009 · 
2010 – 2019 ·
2020 − 2029
Asian Cup 2004 · 
Asian Cup 2007 · 
Asian Cup 2011
1966 · 
1967 · 1968 · 1969 · 
1970 · 
1971 · 
1972 · 
1973 · 
1974 · 
1975 · 
1976 · 
1977 · 
1978 · 
1979 · 
1980 · 
1981 · 
1982 · 
1983 · 
1984 · 
1985 · 
1986 · 
1987 · 
1988 · 
1989 · 
1990 · 
1991 · 
1992 · 
1993 · 
1994 · 
1995 · 
1996 · 
1997 · 
1998 · 
1999 · 
2000 · 
2001 · 
2002 · 
2003 · 
2004 · 
2005 · 
2006 · 
2007 · 
2008 · 
2009 · 
2010 · 
2011 · 
2012 ·
2013 ·
2014 ·
2015 ·
2016 ·
2017 ·
2018 ·
2019 ·
2020 ·
2021 ·
2022 ·
2023 ·
2024
Albanië ·
Algerije ·
Angola ·
Australië ·
Azerbeidzjan ·
Bangladesh ·
Bosnië en Herzegovina ·
Bukina Faso ·
Burundi ·
Cambodja ·
Canada ·
China ·
Colombia ·
Congo-Kinshasa ·
Curaçao ·
Egypte ·
Filipijnen ·
Finland ·
Guinee ·
Haïti ·
Hongkong ·
IJsland ·
India ·
Indonesië ·
Irak ·
Iran ·
Japan ·
Jemen ·
Jordanië ·
Kaapverdië ·
Kazachstan ·
Kenia ·
Kirgizië ·
Koeweit ·
Letland ·
Libanon ·
Libië ·
Malediven ·
Maleisië ·
Marokko ·
Mauritanië ·
Myanmar ·
Nepal ·
Nieuw-Zeeland ·
Noord-Korea ·
Noord-Macedonië ·
Noorwegen ·
Oeganda ·
Oekraïne ·
Oezbekistan ·
Oman ·
Pakistan ·
Palestina ·
Panama ·
Paraguay ·
Qatar ·
Saoedi-Arabië ·
Servië ·
Singapore ·
Soedan ·
Sri Lanka ·
Syrië ·
Tadzjikistan ·
Taiwan ·
Thailand ·
Togo ·
Trinidad en Tobago ·
Tsjaad ·
Tunesië ·
Turkmenistan ·
Verenigde Arabische Emiraten ·
Vietnam ·
Wit-Rusland ·
Zimbabwe ·
Zuid-Jemen ·
Zuid-Korea ·
Zweden
KFA · A-internationals · Selecties · Bondscoaches · Zuid-Koreaans vrouwenelftal · Olympisch elftal · Zuid-Korea U21 · Zuid-Korea U20 · Zuid-Korea U19 · Zuid-Korea U18 · Zuid-Korea U17
1940 – 1949 ·
1950 – 1959 ·
1960 – 1969 ·
1970 – 1979 ·
1980 – 1989 ·
1990 – 1999 ·
2000 – 2009 ·
2010 – 2019 ·
2020 − 2029
WK 1954 · 
WK 1986 · 
WK 1990 · 
WK 1994 · 
WK 1998 · 
WK 2002 · 
WK 2006 · 
WK 2010 · 
WK 2014 · 
WK 2018
OS 1948 ·
OS 1964 ·
OS 1988 ·
OS 1992 ·
OS 1996 ·
OS 2000 ·
OS 2004 ·
OS 2008 ·
OS 2012 ·
OS 2016 ·
OS 2020
1948 ·
1949 ·
1950 · 
1951 · 1952 · 
1953 · 
1954 · 
1955 · 
1956 · 
1957 · 
1958 · 
1959 ·
1960 · 
1961 · 
1962 · 
1963 · 
1964 · 
1965 · 
1966 · 
1967 · 
1968 · 
1969 ·
1970 · 
1971 · 
1972 · 
1973 · 
1974 · 
1975 · 
1976 · 
1977 · 
1978 · 
1979 ·
1980 · 
1981 · 
1982 · 
1983 · 
1984 · 
1985 · 
1986 · 
1987 · 
1988 · 
1989 ·
1990 ·
1991 · 
1992 · 
1993 · 
1994 · 
1995 · 
1996 · 
1997 · 
1998 · 
1999 · 
2000 · 
2001 · 
2002 · 
2003 · 
2004 · 
2005 · 
2006 · 
2007 · 
2008 · 
2009 · 
2010 · 
2011 ·
2012 ·
2013 ·
2014 ·
2015 ·
2016 ·
2017 ·
2018 ·
2019 ·
2020 ·
2021 ·
2022 ·
2023 ·
2024
Afghanistan ·
Algerije ·
Angola ·
Argentinië ·
Australië ·
Bahrein ·
Bangladesh ·
België ·
Bolivia ·
Bosnië en Herzegovina ·
Brazilië ·
Brunei ·
Bulgarije ·
Burkina Faso ·
Cambodja ·
Canada ·
Chili ·
China ·
Colombia ·
Costa Rica ·
Cuba ·
Denemarken ·
Duitsland ·
Ecuador ·
Egypte ·
El Salvador ·
Engeland ·
Filipijnen ·
Finland ·
Frankrijk ·
Georgië ·
Ghana ·
Griekenland ·
Guam ·
Guatemala ·
Haïti ·
Honduras ·
Hongarije ·
Hongkong ·
IJsland ·
India ·
Indonesië ·
Irak ·
Iran ·
Israël ·
Italië ·
Ivoorkust ·
Jamaica ·
Japan ·
Jemen ·
Joegoslavië ·
Jordanië ·
Kameroen ·
Kazachstan ·
Kenia ·
Kirgizië ·
Koeweit ·
Kroatië ·
Laos ·
Letland ·
Libanon ·
Libië ·
Luxemburg ·
Macau ·
Malediven ·
Maleisië ·
Mali ·
Malta ·
Marokko ·
Mexico ·
Moldavië ·
Mongolië ·
Myanmar ·
Nederland ·
Nepal ·
Nieuw-Zeeland ·
Nigeria ·
Noord-Ierland ·
Noord-Korea ·
Noord-Macedonië ·
Noorwegen ·
Oekraïne ·
Oezbekistan ·
Oman ·
Pakistan ·
Palestina ·
Panama ·
Paraguay ·
Peru ·
Polen ·
Portugal ·
Qatar ·
Roemenië ·
Rusland ·
Saoedi-Arabië ·
Schotland ·
Senegal ·
Servië ·
Servië en Montenegro ·
Singapore ·
Slowakije ·
Soedan ·
Spanje ·
Sri Lanka ·
Syrië ·
Tadzjikistan ·
Taiwan ·
Thailand ·
Togo ·
Trinidad en Tobago ·
Tsjechië ·
Tunesië ·
Turkije ·
Turkmenistan ·
Uruguay ·
Venezuela ·
Verenigde Arabische Emiraten ·
Verenigde Staten ·
Vietnam ·
Wales ·
Wit-Rusland ·
Zambia ·
Zuid-Jemen ·
Zuid-Vietnam ·
Zweden ·
Zwitserland
Algerije (2014) · 
Australië (2015, 2) ·
België (2014) · 
Duitsland (2018) · 
Frankrijk (2006) · 
Griekenland (2010) ·
Mexico (2018) ·
Nigeria (2010) · 
Portugal (2022) · 
Rusland (2014) · 
Togo (2006) · 
Zweden (2018) ·
Zwitserland (2006)